# Arsenalele din Isher (serie)
Arsenalele din Isher (titlu original The Weapon Shops of Isher) este o serie science fiction creată de A. E. van Vogt.
Seria cuprinde:
- "The Seesaw" (1941) - povestire
- "The Weapon Shop" (1942) - nuveletă, apărută și sub titlul "The Weapons Shop"
- The Weapon Makers' (1947) - roman, apărut în românește ca Făuritorii de arme
- "The Weapon Shops of Isher" (1949) - nuvelă

În 1951, versiunile revizuite ale povestirilor "The Seesaw", "The Weapon Shop" și "The Weapon Shops of Isher" au fost adunate într-un roman intitulat The Weapon Shops of Isher (apărut în românește ca Arsenalele din Isher).
În 1979, întreaga serie a apărut sub forma unei ediții omnibus.

## Civilizația Isher
Seria descrie starea civilizației Isher și aventurile lui Robert Hedrock, singurul nemuritor, care încearcă să păstreze echilibrul între tentativele Arsenalelor (care au uitat că scopul lor este de a fi o opoziție puternică) și ale împărătesei Innelda Isher (care guvernează cu o mână de fier) de a se submina reciproc. Arsenalele furnizează populației arme defensive ca alternativă legală la sistem.
Romanele despre imperiul Isher și Arsenale constituie unele dintre puținele exemple ale Epocii de Aur a SF-ului în care se discută în mod explicit dreptul de a deține o armă. Într-adevăr, motto-ul Arsenalelor, repetat de mai multe ori, este: "Dreptul de a cumpăra arme este dreptul la libertate". Armele lui van Vogt au proprietăți aproape magice și pot fi folosite doar pentru auto-apărare.
Filozofia politică a Arsenalelor este minimalistă. Ei nu interferează cu monarhia imperială coruptă a guvernului din Isher, deoarece consideră că oamenii au întotdeauna guvernul pe care îl merită: niciun guvern, oricât ar fi de rău, nu poate exista fără a avea măcar acordul tacit al celor guvernați. Ca atare, misiunea Arsenalelor este de a oferi indivizilor dreptul de a se proteja cu arme de foc, sau - în cazurile de fraudă - să apeleze la o alternativă judiciară. Deoarece populația are acces la această justiție alternativă, guvernul din Isher nu poate face ultimul pas spre totalitarism. 
În același timp, existența unei conduceri unice - cum este cea a casei Isher - a cărei linie de descendență este menținută cu grijă la standarde înalte, asigură stabilitatea necesară.